# American Gear Manufacturers Association
American Gear Manufacturers Association (AGMA) (em português:  Associação dos Fabricantes de Engrenagem dos Estados Unidos) é uma associação comercial de companhias fabricantes de engrenagem. A AGMA foi fundada em 1916. Atualmente tem mais de 500 associados, entre indústria e academia.
A AGMA é credenciada pelo American National Standards Institute (ANSI) a escrever todas as normas sobre engrenagens nos Estados Unidos. Em 1993 a AGMA tornou-se Secretariado do Technical Committee 60 (TC 60) da Organização Internacional para Padronização (ISO). TC 60 é o comitê responsável pelo desenvolvimento de todas as normas internacionais sobre engrenagens. Além de sua posição no Secretariado, a AGMA também preside um terço dos Grupos de Trabalho ISO relacionados a engrenagens.
A AGMA promove a feira profissional Gear Expo a cada dois anos. Expo Gear é a única feira dedicada ao processo completo de fabricação de engrenagens.
O Encontro Técnico de Outono AGMA (FTM) provê apresentações de artigos sobre as mais recentes investigações técnica aplicadas nas indústrias de engrenagens e transmissão de potência. O FTM é realizado anualmente em um local diferente nos Estados Unidos. É realizado frequentemente em conjunto com a Gear Expo.